# Carl Olof Tamm
Carl Olof Sebastian Tamm, född 11 oktober 1919 i Maria Magdalena församling, Stockholm, död 13 september 2007, var en svensk ekolog och markvetare. Han var son till professor Olof Tamm och dotterson till professor Johan Bergman samt far till universitetslektor Martin Tamm. 
Tamm blev 1944 filosofie magister vid Stockholms högskola och 1949 filosofie licentiat vid Lunds universitet. Han var 1957-1962 professor i botanik och marklära vid Statens skogsforskningsinstitut. Han blev 1962 professor i skogsekologi vid Skogshögskolan i Stockholm (numera tillhörande Sveriges lantbruksuniversitet). 
Tamm var professor vid lantbruksuniversitet 1977–1984. I en jämförande studie 1972 bevisade han att luftföroreningarna försurade inte bara insjöar utan även skogsmark, vilket fick stora miljöpolitiska konsekvenser. Han blev 1988 skoglig hedersdoktor vid lantbruksuniversitets skogsvetenskapliga fakultet.
Tamm blev ledamot av lantbruksakademien 1959, av Fysiografiska Sällskapet i Lund 1971, av Vetenskapsakademien 1974, av Norska Vetenskapsakademien 1974 och var även ledamot av Finska Vetenskapsakademien. Han är begravd på Bromma kyrkogård.

## Utmärkelser
- Hans Majestät Konungens medalj av 8:e storleken i serafimerordens band, 1986.[1]
- Riddare av 1:a klassen av Kungl. Nordstjärneorden, 1963.[2]